# 蘭格萬德山
47°03′03″N 12°42′08″E / 47.050725°N 12.702250°E

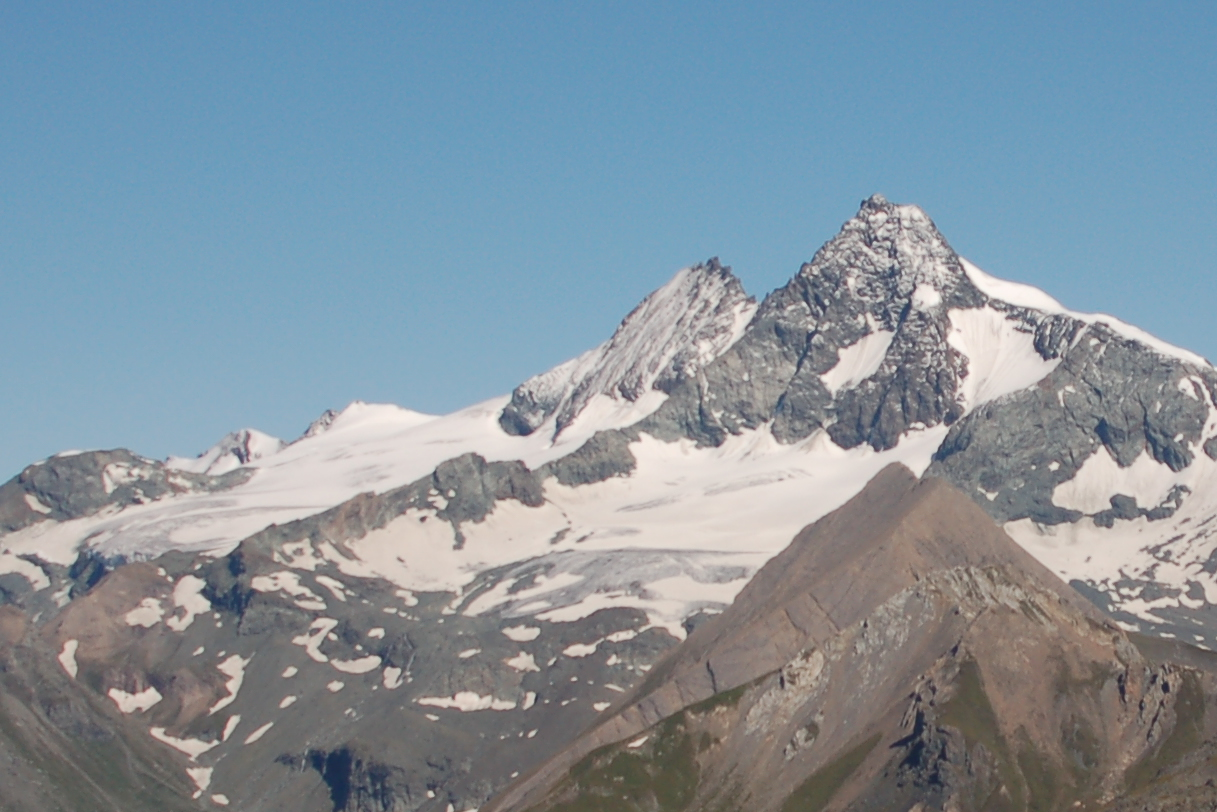

蘭格萬德山（德語：Lange Wand），是奧地利的山峰，位於該國西部，由蒂羅爾州負責管轄，屬於格洛克納山脈的一部分，海拔高度3,087米，每年平均降雨量2,138毫米，人類在1857年首次登頂。